# Кімжа (присілок)
Кімжа (рос. Кимжа) — присілок в Мезенському районі Архангельської області Російської Федерації.
Населення становить 134 особи. Органом місцевого самоврядування до 2021 року Дорогорське муніципальне утворення.

## Історія
Від 1937 року належить до Архангельської області.
Від 2004 року належить до муніципального утворення Дорогорське муніципальне утворення.

## Населення
| 2002 | 2010 | 2012 |
| ---- | ---- | ---- |
| 147  | ↘99  | ↗134 |